# Nestor Subiat
Néstor Gabriel Subiat, född 23 april 1966, är en argentinskfödd schweizisk före detta professionell fotbollsspelare som spelade till stora delar som anfallare för fotbollsklubbarna Mulhouse, Strasbourg, Lugano, Grasshopper, Basel, Saint-Étienne, Étoile Carouge och Luzern mellan 1984 och 2001. Han vann tre ligamästerskap med Grasshoppers för säsongerna 1994–1995, 1995–1996 och 1997–1998) och en schweizisk cup med Lugano för säsongen 1992–1993. Subiat spelade också 15 landslagsmatcher för det schweiziska fotbollslandslaget mellan 1994 och 1996.